# 烈嶼郷

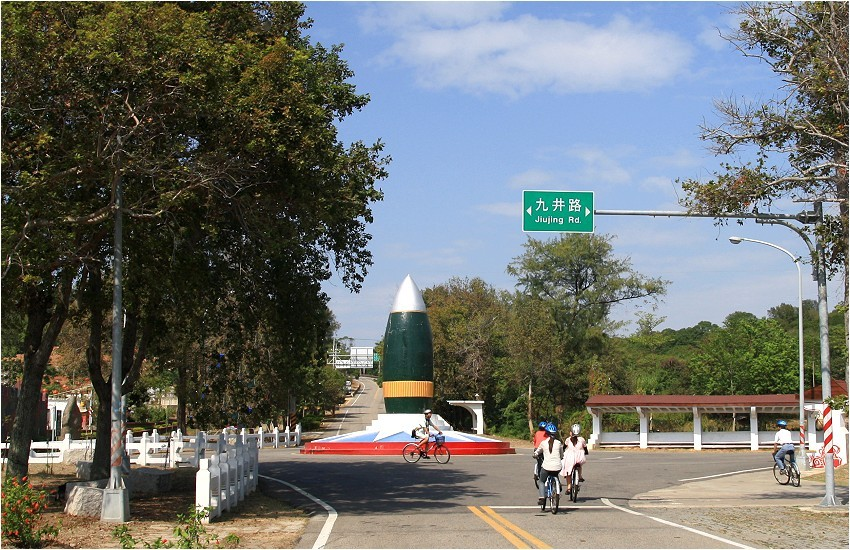
中心にあるロータリー

烈嶼郷（リエーユー/れっしょ-きょう）は中華民国福建省金門県の郷。

## 地理
烈嶼郷は小金門島全体を占める行政区画であり、金門県大金門島の西約2海里に位置する。

### 行政区画
| 村                                     |
| -------------------------------------- |
| 林湖村、上岐村、西口村、黄埔村、上林村 |

## 政治

### 行政

#### 郷長
歴代郷長
| 代 | 氏名 | 着任日 | 退任日 |
| -- | ---- | ------ | ------ |

## 対外関係

### 姉妹都市･提携都市

#### 国内
- 新店区（新北市）

## 教育

### 国民中学
県立
- 金門県立烈嶼国民中学

### 国民小学
県立
- 金門県立卓環国民小学
- 金門県立上岐国民小学
- 金門県立西口国民小学

## 交通

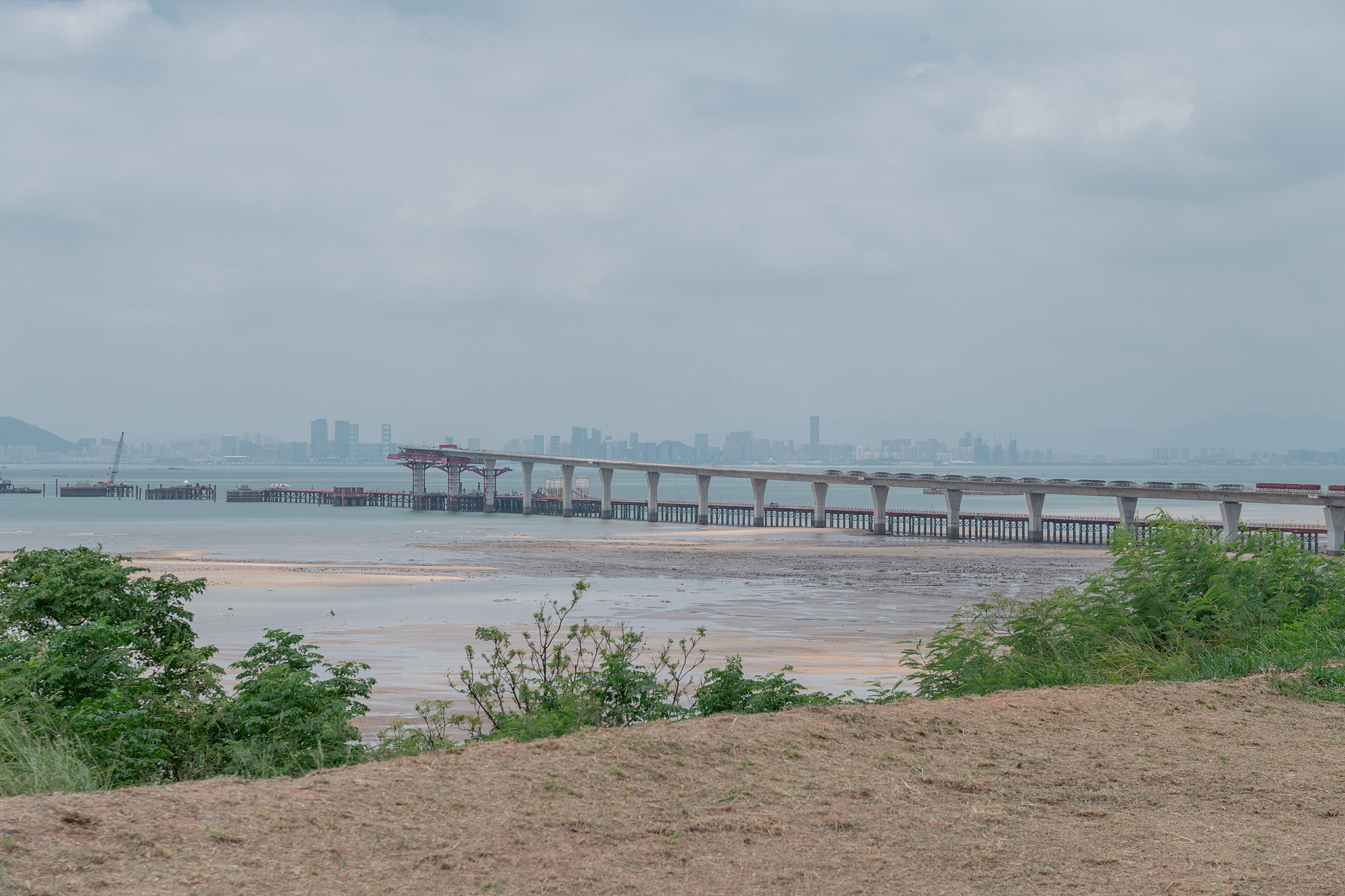
建設中の金門大橋

小金門島と大金門島とを繋ぐ金門大橋が2022年10月30日に開通した。
| 種別 | 路線名称 | その他               |
| ---- | -------- | -------------------- |
| 港湾 | 烈嶼港   | 料羅港への便船がある |

## 観光
離島である大金門島からみて更に離島であるため、文化風土や自然などがよく保存されている。また戦争の遺構も多い。
2019年には、かつて金門砲戦の最前線であった大担島へのツアーでの上陸が解禁された。ただし、安全保障上の理由から、申し込みは中華民国国民身分証を所持する台湾人に限られており、外国人、および大陸地区人民、香港澳門居民の入島は認められていない。

### 観光スポット

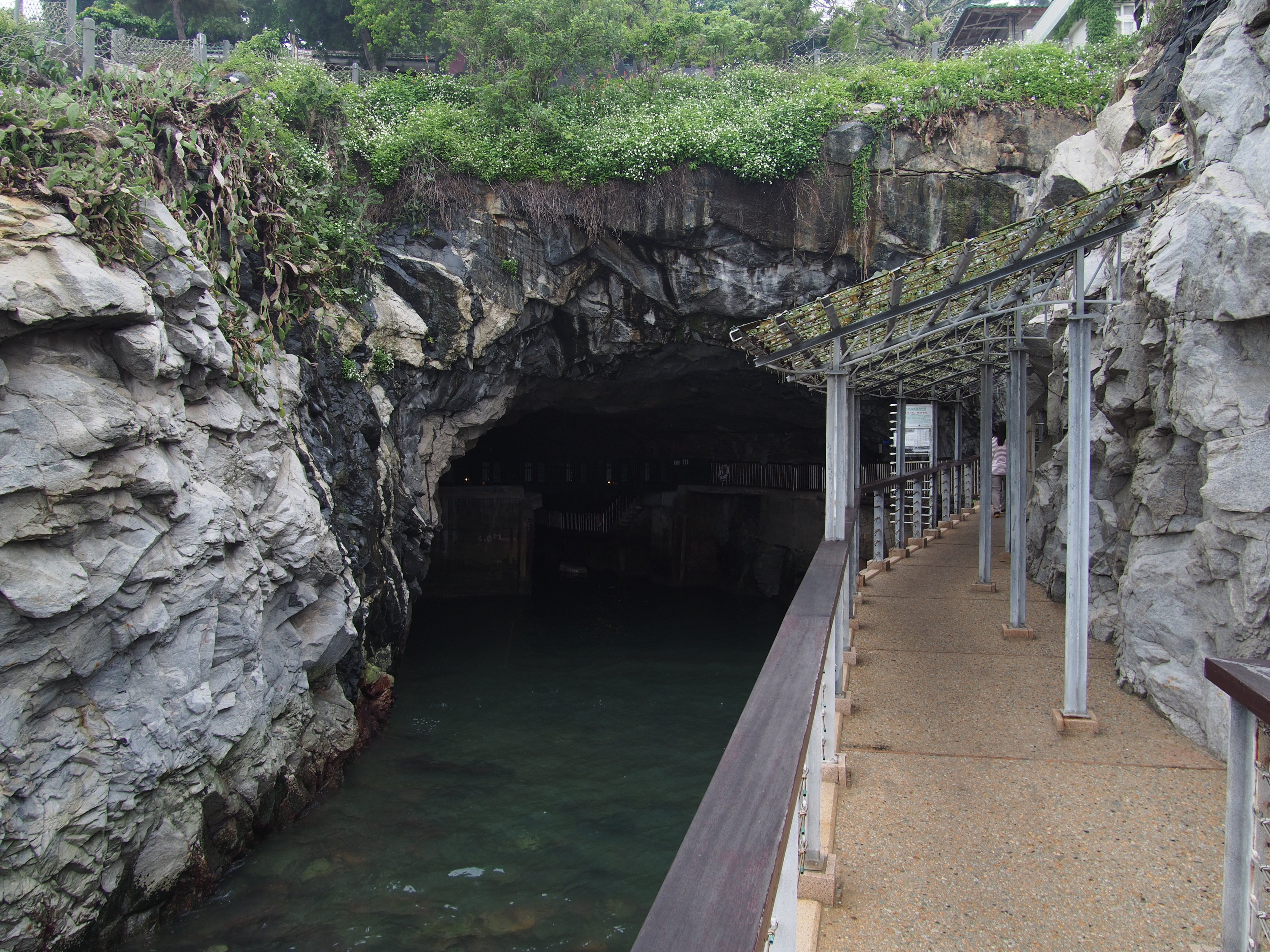
九宮坑道
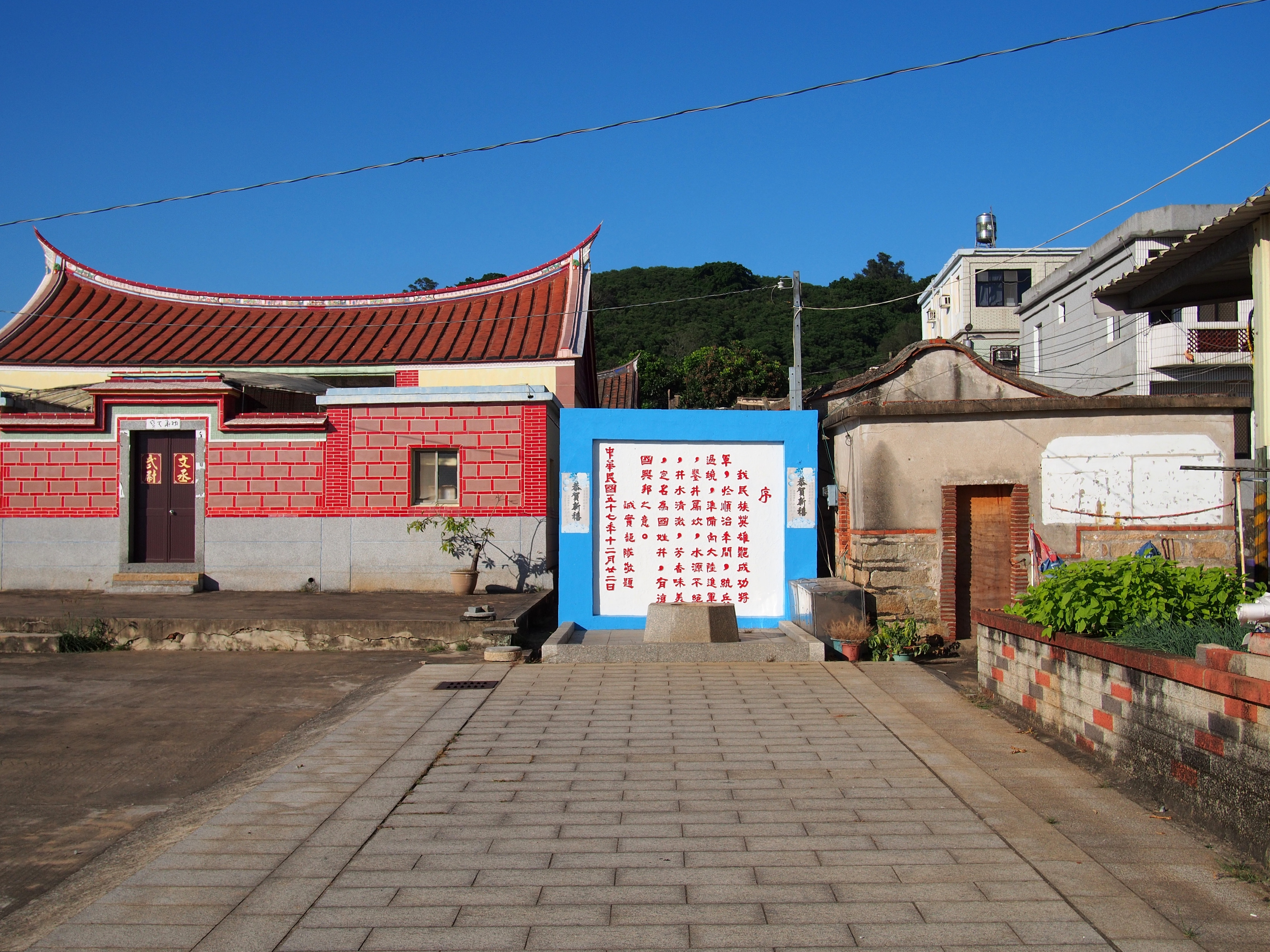
国姓井

- 烈嶼戦史館
- 大担島
- 風鶏
- 北風爺
- 呉秀才厝
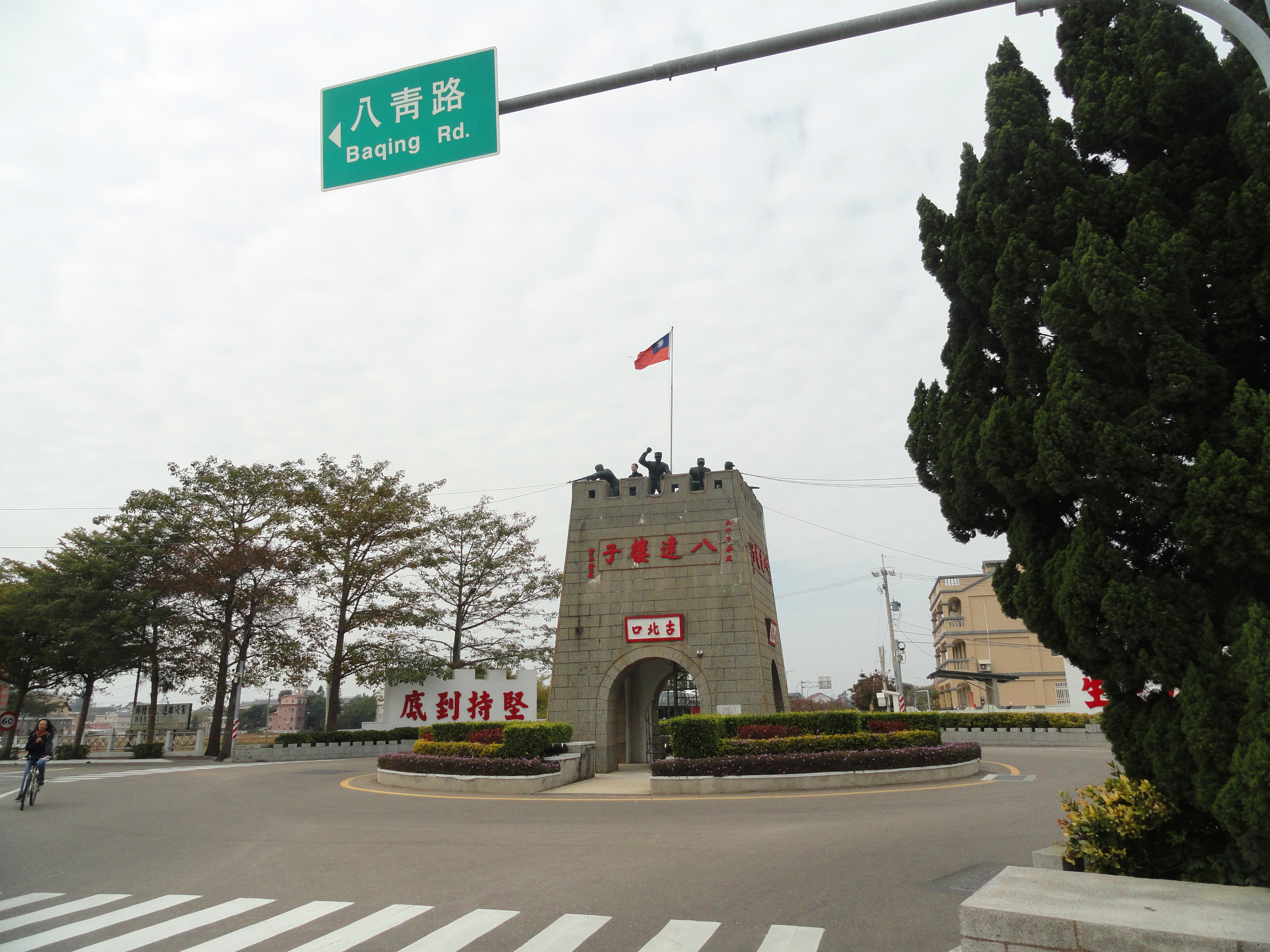
八達楼子
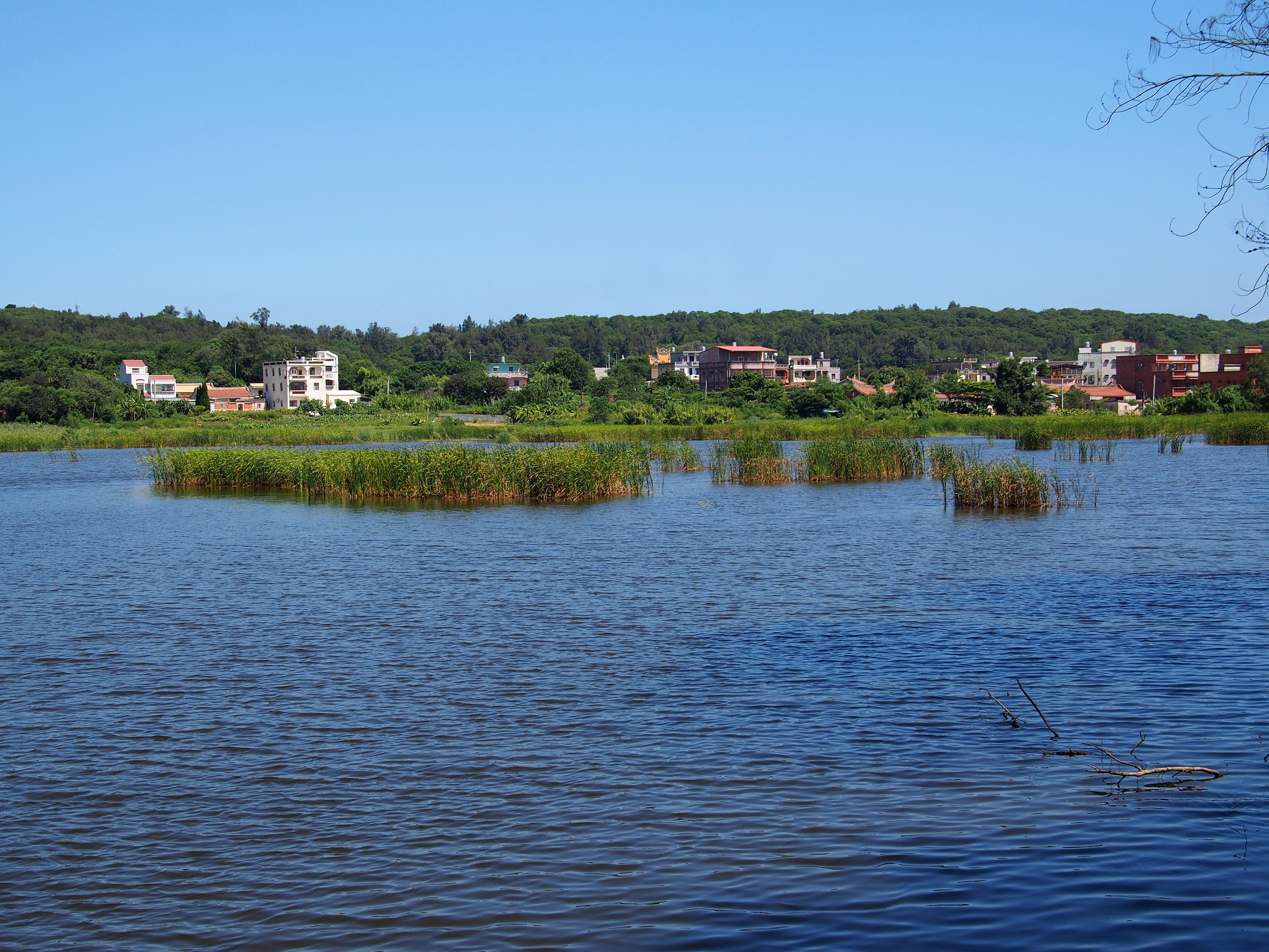
陵水湖
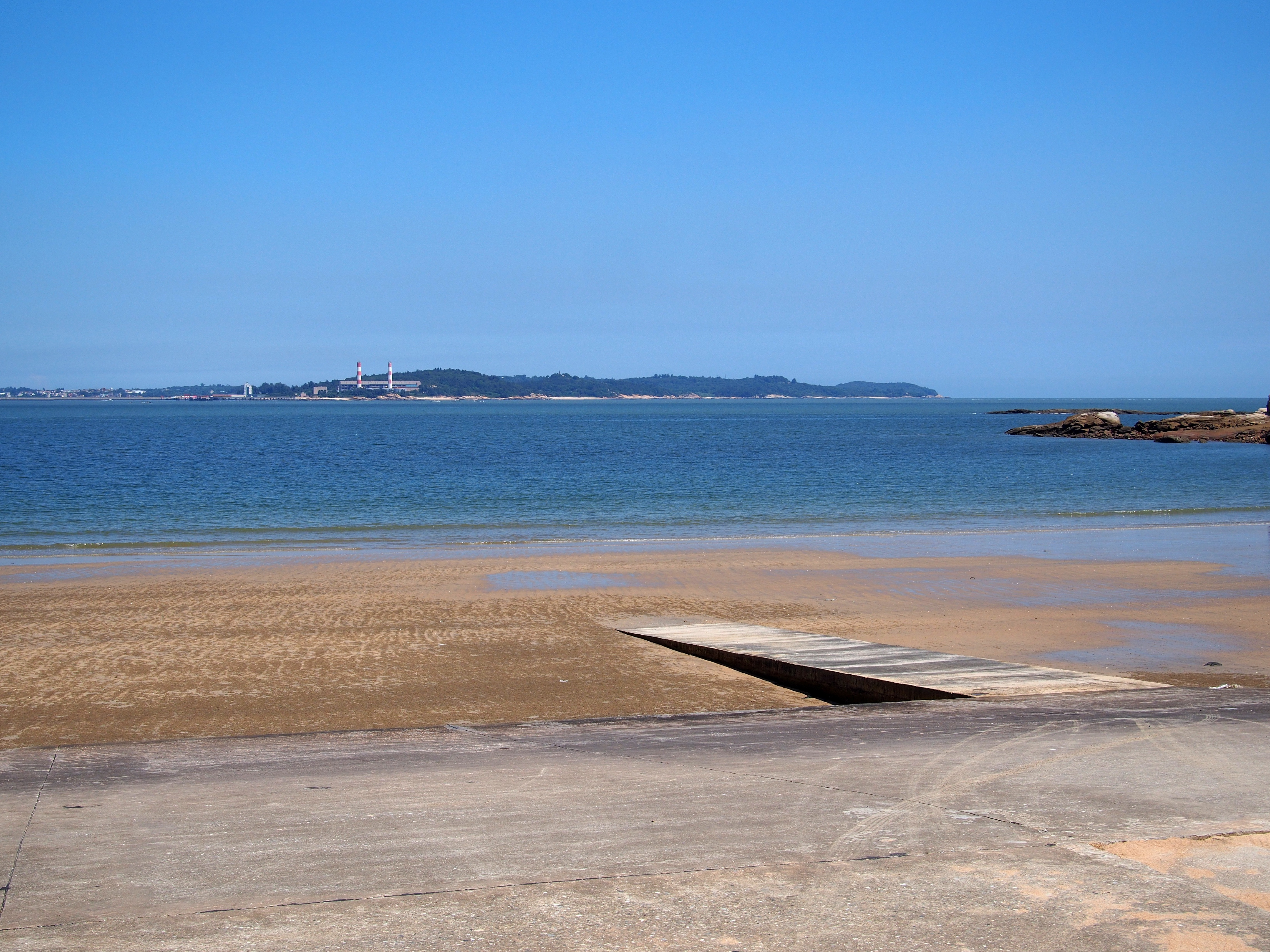
東崗海水浴場

- 九宮坑道
- 国姓井
- 八達楼子
- 陵水湖
- 東崗海水浴場

## 文化･名物

### 特産品
特産品は主に農産物、海産物である。